# Santa Rita de Casia, Chihuahua
Santa Rita de Casia är en ort i Mexiko.   Den ligger i kommunen Rosales och delstaten Chihuahua, i den nordvästra delen av landet, 1 200 km nordväst om huvudstaden Mexico City. Santa Rita de Casia ligger 1 189 meter över havet och antalet invånare är 326.
Terrängen runt Santa Rita de Casia är platt. Runt Santa Rita de Casia är det ganska tätbefolkat, med 96 invånare per kvadratkilometer. Närmaste större samhälle är Ampliación Colonia Lázaro Cárdenas, 8,2 km söder om Santa Rita de Casia. Trakten runt Santa Rita de Casia består till största delen av jordbruksmark.